# Janusz Krupski (szlachcic)
Janusz Krupski (zm. ok. 1571) – od 1565 roku podczaszy chełmski. Szlachcic (szlachta odwieczna herbu Korczak).
Dziedzic Gaci (od 1570 roku), w powiecie Łuckiem. Syn Jerzy Krupskiego.

## Rodzina
Jego żona Marusza Kierdejówna Mylska herbu Kierdeja (córka Piotra, marszałka ziemi Wołyńskiej).